# Kirche Levenhagen

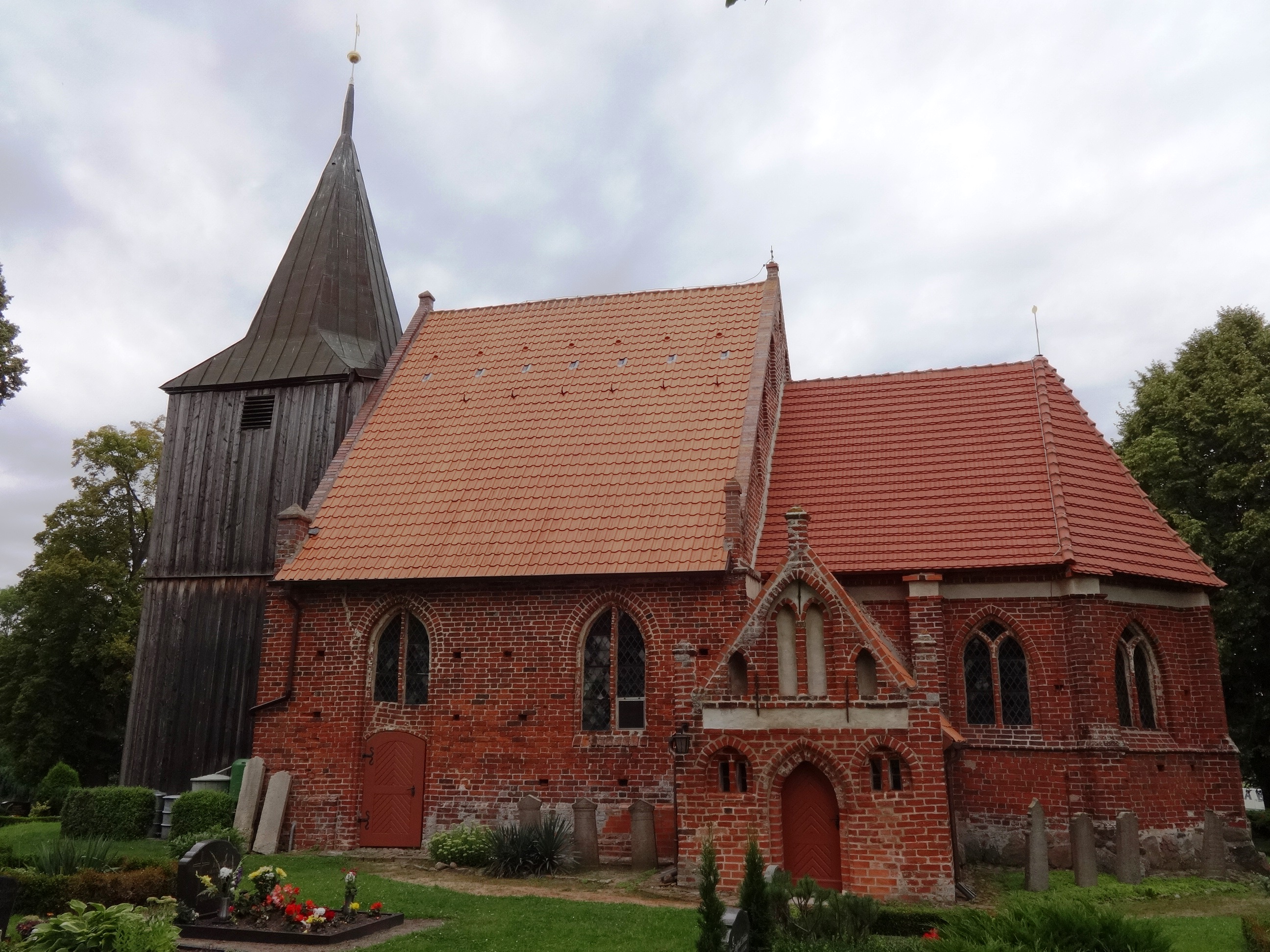
Kirche Levenhagen

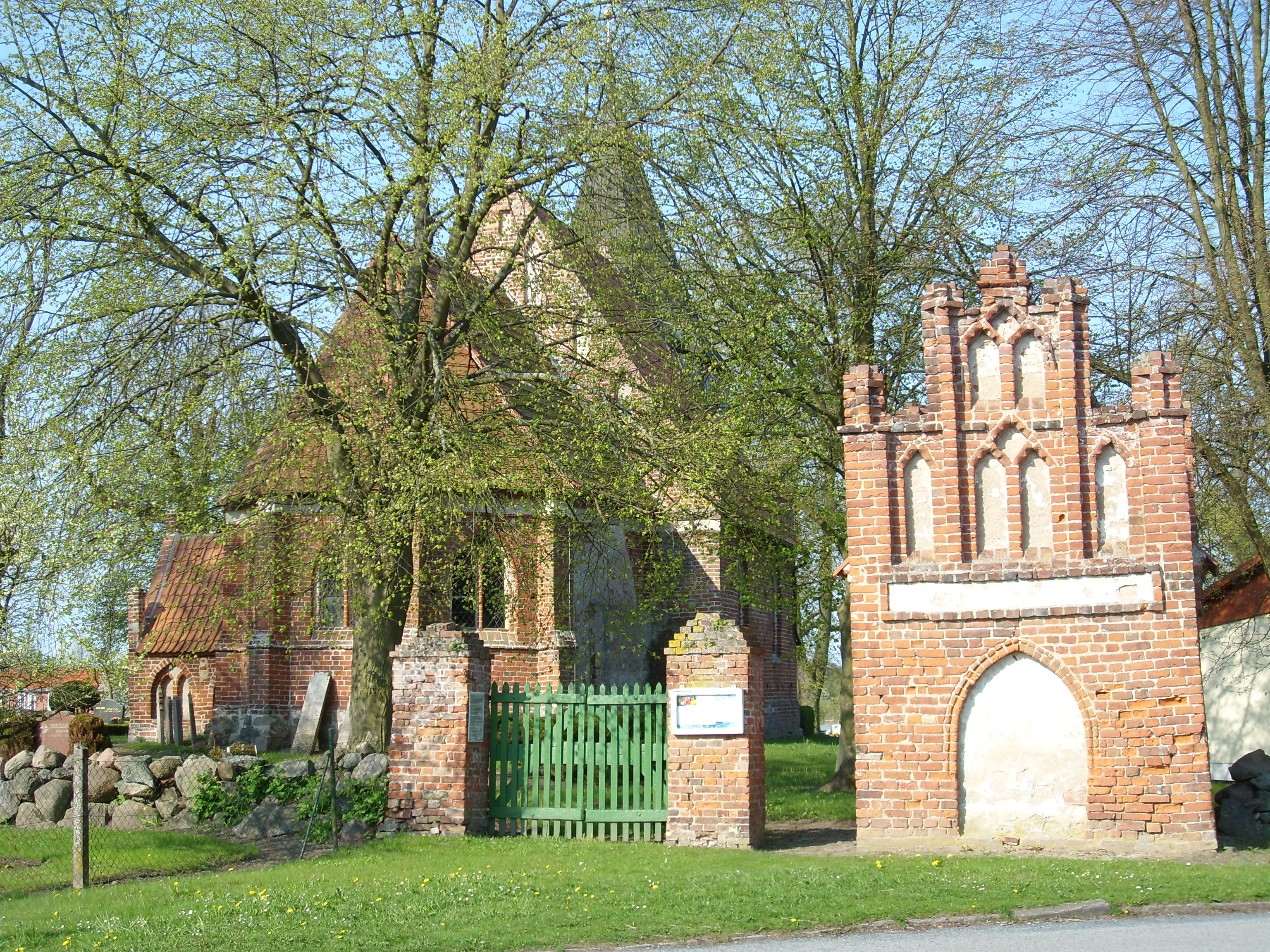
Wallfahrtskapelle vor der Kirche (2012)

Die Kirche Levenhagen (auch: Kirche St. Maria und Johannes) ist ein aus dem 14. Jahrhundert stammendes spätgotisches Kirchengebäude in der Gemeinde Levenhagen in Vorpommern.
Der Polygonchor des Backsteinbaus stammt aus der zweiten Hälfte des 14. Jahrhunderts. Der Gemeindesaal mit je zwei Nebenkapellen an den Längsseiten wurde Anfang des 15. Jahrhunderts errichtet. Nach der Vermauerung des Wallfahrtsportals wurde der verbretterte, kupfergedeckte Kirchturm angefügt.
Im Innenraum findet sich ein Kreuzrippengewölbe und ornamentale Gewölbemalerei aus der Zeit um 1500. Die Wandmalerei stammt vom Anfang des 15. Jahrhunderts.
Zur Ausstattung gehören ein Altaraufsatz von 1646 mit Darstellung des Mannawunders in der Wüste und Schnitzfiguren. Das zwölfeckige Taufbecken wurde in der ersten Hälfte des 14. Jahrhunderts aus gotländischem Kalkstein gefertigt und zeigt in den Feldern die zwölf Apostel in Ritzzeichnung.
Zum Geläut der Kirche gehören zwei Glocken: Die ältere, von 1668, wurde von Peter Barner aus Greifswald gefertigt, die jüngere stammt von 1968.
Auf dem Kirchhof befinden sich eine Vielzahl gut erhaltener Grabsteine aus dem 18. Jahrhundert. Eine von ihnen erinnert an ein Kind mit dem Namen Beata Christin von Scheven. Die Vorderseite ist beschriftet mit: „Blind geboren den 11. Jan 1784. Lernte weder gehen noch sprechen und starb an Auszehrung den 2. März 1792.“ Auf der Rückseite ist die Inschrift zu sehen „Hier im Dunkel, dort im Licht schaue ich Gottes Angesicht“.
Neben der Kirche befindet sich eine ehemalige Wallfahrtskapelle. Sie gilt als die kleinste in Nordeuropa über die Reformation hinaus erhaltene freistehende Kapelle aus dem Mittelalter.
Die evangelische Kirchgemeinde Dersekow-Levenhagen und Görmin gehört seit 2012 zur Propstei Demmin im Pommerschen Evangelischen Kirchenkreis der Evangelisch-Lutherischen Kirche in Norddeutschland. Vorher gehörte sie zum Kirchenkreis Greifswald der Pommerschen Evangelischen Kirche.